# Tectocepheus spinosus
Tectocepheus spinosus är en kvalsterart som beskrevs av Sandór Mahunka 1984. Tectocepheus spinosus ingår i släktet Tectocepheus och familjen Tectocepheidae. Inga underarter finns listade i Catalogue of Life.